# Липовец (Златар-Бистрица)
Липовец (хрв. Lipovec) је насељено место у саставу општине Златар Бистрица, Крапинско-загорска жупанија, Хрватска.

## Историја
До територијалне реорганизације у Хрватској био је у саставу старе општине Златар Бистрица.

## Становништво
У попису становништва из 2011. године, Липовец је имао 198 становника.
| Број становника према пописима | Број становника према пописима | Број становника према пописима | Број становника према пописима | Број становника према пописима | Број становника према пописима | Број становника према пописима | Број становника према пописима | Број становника према пописима | Број становника према пописима | Број становника према пописима | Број становника према пописима | Број становника према пописима | Број становника према пописима | Број становника према пописима | Број становника према пописима |
| ------------------------------ | ------------------------------ | ------------------------------ | ------------------------------ | ------------------------------ | ------------------------------ | ------------------------------ | ------------------------------ | ------------------------------ | ------------------------------ | ------------------------------ | ------------------------------ | ------------------------------ | ------------------------------ | ------------------------------ | ------------------------------ |
| 1857                           | 1869                           | 1880                           | 1890                           | 1900                           | 1910                           | 1921                           | 1931                           | 1948                           | 1953                           | 1961                           | 1971                           | 1981                           | 1991                           | 2001                           | 2011                           |
| 239                            | 277                            | 295                            | 364                            | 426                            | 492                            | 554                            | 575                            | 540                            | 499                            | 450                            | 389                            | 297                            | 249                            | 224                            | 198                            |

Напомена: Од 1900. до 1981. године исказивано под именом Липовец Велишковечки.

### Попис1991.
У попису становништва из 1991. године, Липовец је имало 249 становника, следећег националног састава:
| Попис 1991.‍ | Попис 1991.‍ | Попис 1991.‍ | Попис 1991.‍ | Попис 1991.‍ |
| ----------- | ----------- | ----------- | ----------- | ----------- |
|             |             |             |             |             |
| Хрвати      | Хрвати      |             | 246         | 98,79%      |
| Срби        | Срби        |             | 1           | 0,40%       |
| непознато   | непознато   |             | 2           | 0,80%       |
| укупно: 249 |             |             |             |             |

### Попис1910.
| Липовец                                           | Липовец |
| ------------------------------------------------- | --- |
| језик                                             | вера |
| укупно: 492 Хрватски 491 (99,79%) Чешки 1 (0,20%) | <div style="border:solid transparent;position:absolute;width:100px;line-height:0; укупно: 492 Римокатолици 492 (100%) - (-%) |